# Joanna d’Arc (film 1948)
Joanna d’Arc (ang. Joan of Arc) – amerykański biograficzny dramat historyczny z 1948 w reżyserii Victora Fleminga, zrealizowany na podstawie sztuki Joanna z Lotaryngii Maxwella Andersona.

## Obsada
- Ingrid Bergman jako Joanna d’Arc
- Selena Royle jako Isabelle d’Arc, matka Joanny
- Robert Barrat jako Jacques d’Arc, ojciec Joanny
- James Lydon jako Pierre d’Arc, młodszy brat Joanny
- Rand Brooks jako Jean d’Arc, starszy brat Joanny
- Roman Bohnen jako Durand Laxart, wuj Joanny
- Irene Rich jako Catherine le Royer, przyjaciółka Joanny
- Nestor Paiva jako Henri le Royer, mąż Catherine
- Richard Derr jako rycerz Jean de Metz
- Ray Teal jako Bertrand de Poulengy, dziedzic
- David Bond jako Jean Fournier, proboszcz Vaucouleurs
- George Zucco jako konstabl z Clervaux
- George Coulouris jako Sir Robert de Baudricourt, gubernator Vaucouleurs
- John Emery jako Jean, książę d’Alençon, kuzyn Charlesa
- Gene Lockhart jako Georges de la Trémoille
- Nicholas Joy jako Regnault de Chartres, arcybiskup Reims i Kanclerz Francji
- Richard Ney jako Charles de Bourbon, książę Clermont
- Vincent Donohue jako Alain Chartier, nadworny poeta
- José Ferrer jako następca tronu, Karol VII Walezjusz, późniejszy król Francji
- Leif Erickson jako Jean de Dunois, Bastard Orleański
- John Ireland jako kapitan Jean de la Boussac
- Henry Brandon jako kapitan Gilles de Rais
- Morris Ankrum jako kapitan Jean Poton de Xaintrailles
- Thomas Browne Henry jako kapitan Raoul de Gaucourt
- Gregg Barton jako kapitan Louis de Culan
- Ethan Laidlaw jako Jean d’Aulon, dziedzic
- Hurd Hatfield jako ojciec Pasquerel, kapelan
- Ward Bond jako kapitan  La Hire
- Frederick Worlock jako Jan Lancaster
- Dennis Hoey jako Sir William Glasdale
- Colin Keith-Johnston jako Filip III Dobry
- Mary Currier jako Joanna, księżna luksemburska
- Ray Roberts jako Lionel of Wandomme, burgundzki kapitan
- J. Carrol Naish jako Jan II Luksemburski
- Francis L. Sullivan jako Pierre Cauchon, biskup Beauvais
- Shepperd Strudwick jako ojciec Jean Massieu, her Bailiff
- Taylor Holmes jako biskup Avranches
- Alan Napier jako hrabia Warwick
- Philip Bourneuf jako Jean d’Estivet
- Aubrey Mather jako Jean de La Fontaine
- Herbert Rudley jako Thomas de Courcelles
- Frank Puglia jako Nicolas de Houppeville
- William Conrad jako Guillaume Erard
- John Parrish jako Jean Beaupere
- Victor Wood jako Nicolas Midi
- Houseley Stevenson jako kardynał Winchester
- Jeff Corey jako strażnik
- Bill Kennedy jako kat Geoffroy Thérage
- Cecil Kellaway jako Jean Le Maistre, inkwizytor Rouen
- Louis Payne jako sędzia Thibault

## Nagrody i nominacje
| Nazwa nagrody | Wygrane | Nominacje |
| ------------- | --- | --- |
| Oscar         | 1949 Najlepsze kostiumy - filmy kolorowe Barbara Karinska, Dorothy Jeakins Najlepsze zdjęcia - filmy kolorowe Joseph A. Valentine, William V. Skall, Winton C. Hoch | 1949 Najlepsza aktorka pierwszoplanowa Ingrid Bergman Najlepszy aktor drugoplanowy José Ferrer Najlepsza muzyka w dramacie lub komedii Hugo Friedhofer Najlepsza scenografia - filmy kolorowe Casey Roberts, Joseph Kish, Richard Day Najlepszy montaż Frank Sullivan |